# Зимовий стадіон Ондрея Непела
Зимовий стадіон Ондрея Непела (також відома як  Оранж Арена  під час Чемпіонат світу з хокею із шайбою 2011,  Словнафт Арена ) — арена в Братиславі, Словаччина. В основному вона використовується для хокею із шайбою, є домашньою ареною хокейного клубу «Слован» Братислава.

## Історія

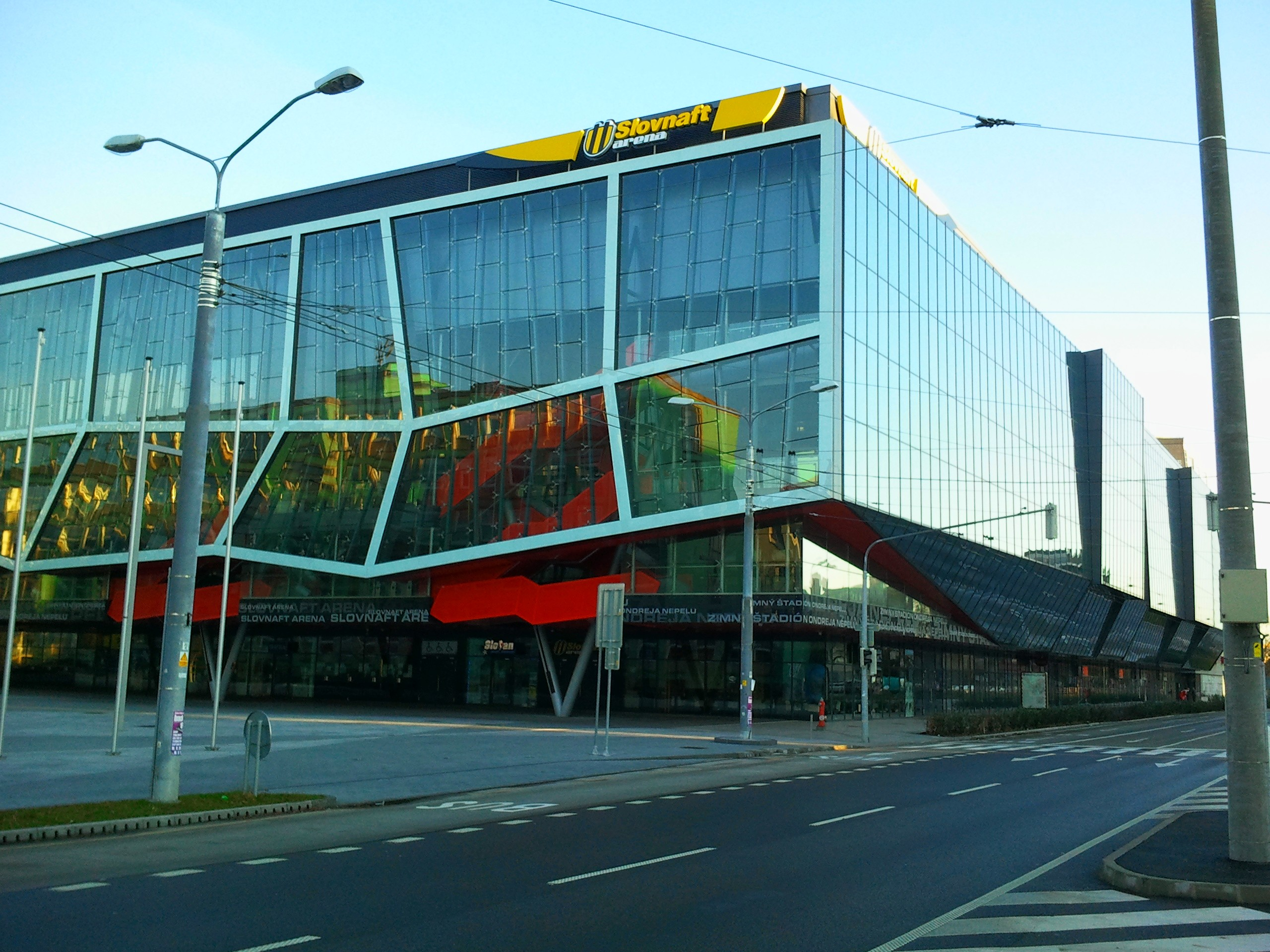
Після реконструкції в 2011 році

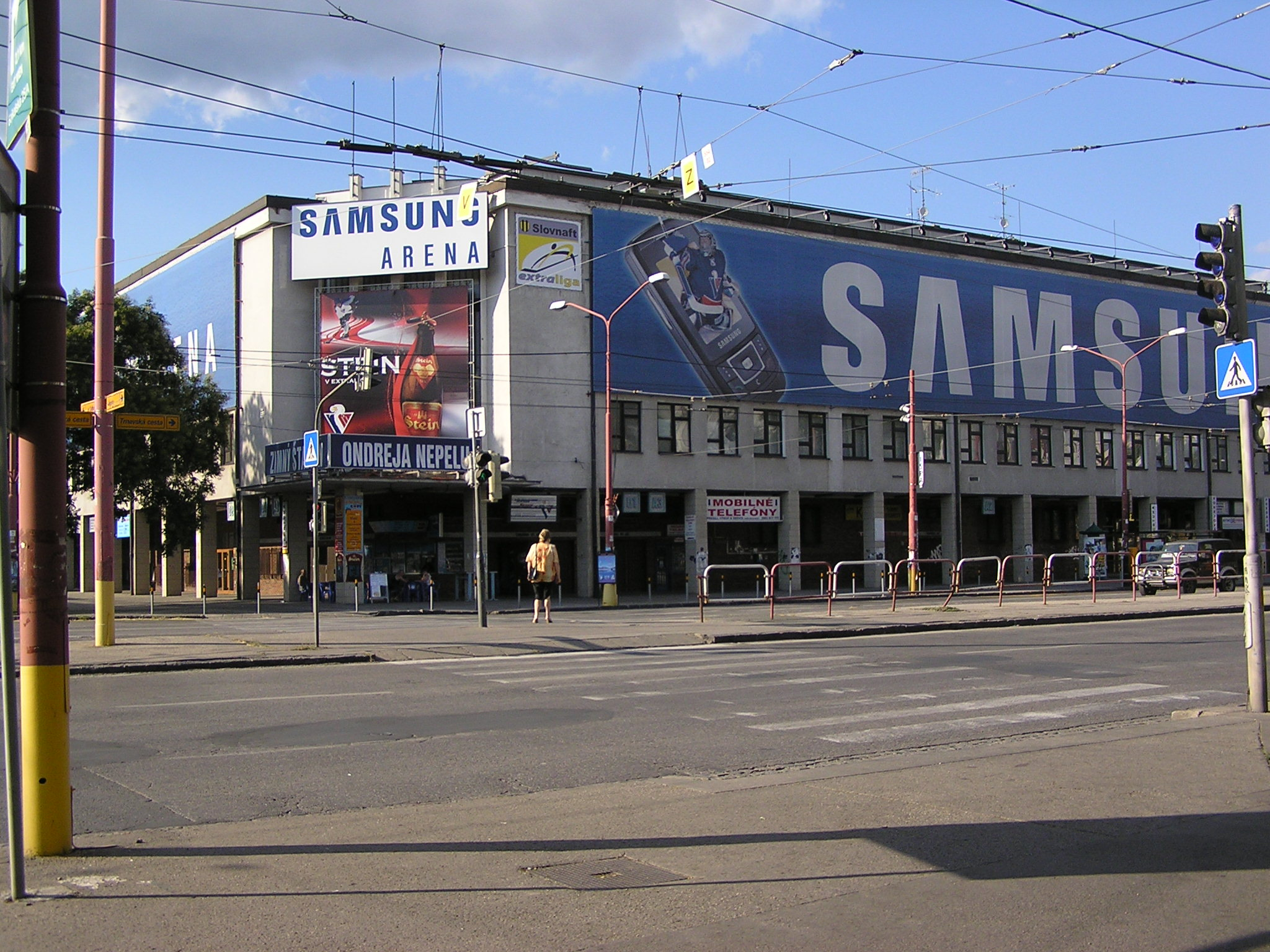
Арена в 2007 році

Стадіон відкрився в 1940 році і мав місткість 8 350 чоловік, поки його повна реконструкція не розпочалася в 2009 році. Реконструйована арена відкрилася навесні 2011 року одними з найбільш просунутими засобами презентації ігор, світлодіодними табло і системами безпеки, які коли-небудь будувалися. Місткість була збільшена до 10 055 глядачів. Реконструкція коштувала 87 мільйонів євро.
В арені також розташовані дві лідових ділянки для тренувань. Крім арени, був побудований новий готель DoubleTree by Hilton, який в основному служить для розміщення іноземних спортсменів.

### Назва стадіону
Стадіон названий на честь Ондрея Непели, словацького фігуриста, який виступав за Чехословаччину в кінці 1960-х і початку 1970-х років, він є переможцем Зимових Олімпійських ігор 1972 року з фігурного катання.

## Видатні спортивні події
1958
- Чемпіонат Європи з фігурного катання 1958

1959
- Чемпіонат світу з хокею із шайбою 1959

1966
- Чемпіонат Європи з фігурного катання 1966

1973
- Чемпіонат світу з фігурного катання 1973

1981
- Чемпіонат Європи з баскетболу 1981

1992
- Чемпіонат світу з хокею із шайбою 1992

1995
- Чемпіонат світу з хокею із шайбою 1995

1996
- Чемпіонат Європи з настільного тенісу 1996

1999
- Чемпіонат Європи з дзюдо 1999

2001
- Чемпіонат Європи з фігурного катання 2001

2011
- Чемпіонат світу з хокею із шайбою 2011

2016
- Чемпіонат Європи з фігурного катання 2016

2019
- Чемпіонат світу з хокею із шайбою 2019
- Чемпіонат Європи по волейболу серед жінок 2019

## Транспорт
Зимовий стадіон Ондрея Непела розташована в районі Братислава III Братислави. До арени можна доїхати на трамваї, тролейбусі або автобусі.
| Вид       | Зупинка       | Лінія                      | Відстань пішки |
| --------- | ------------- | -------------------------- | -------------- |
| Трамвай   | Odbojárov     | 2, 4                       | 250 м          |
| Тролейбус | Zimný Štadión | 204, 205, 207              | 20 м           |
| Автобус   | Zimný Štadión | 39, 53, 61, 63, 66, 74, 78 | 20 м           |

Водії можуть припаркуватись безпосередньо під ареною. Є місця для 365 автомобілів. Додаткові 1300 місць для паркування є у Центральному торговому центрі, який знаходиться приблизно за 400 метрів від арени. Наступні 994 паркомісця знаходяться під Національним футбольним стадіоном, який знаходиться на відстані 300 м від арени.

## Галерея

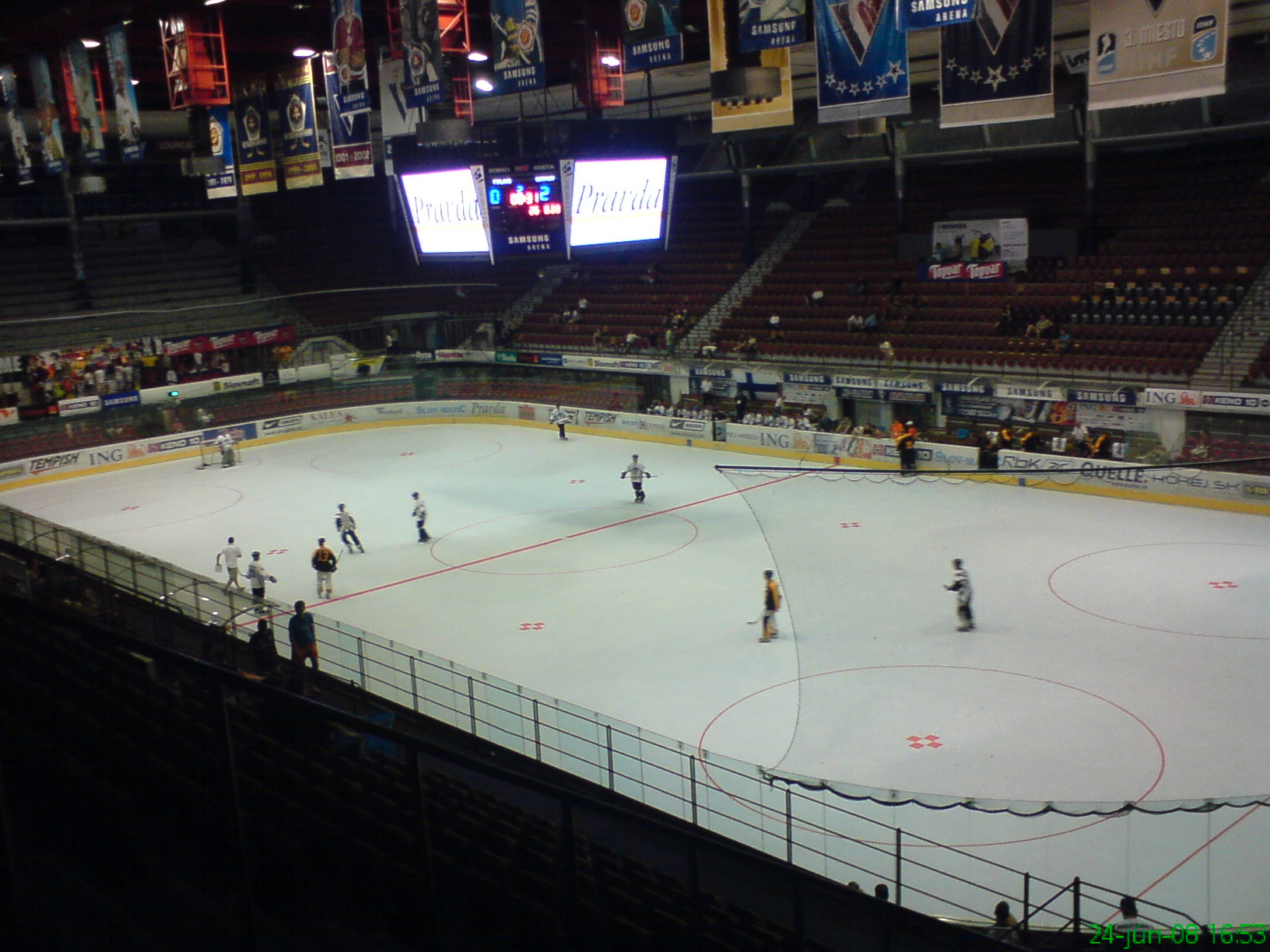
Інтер'єр в 2008 році
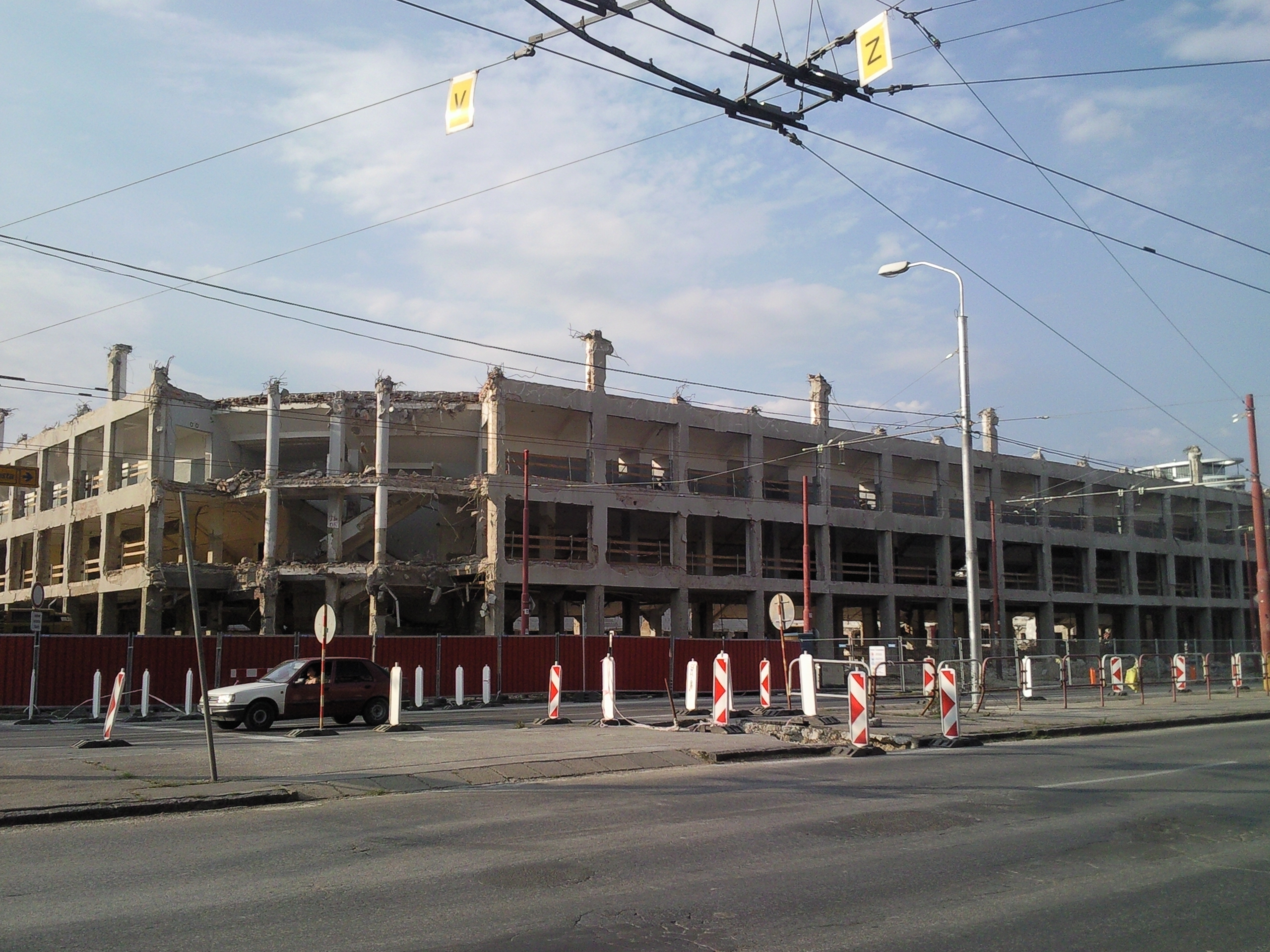
Арена після реконструкції в 2009 році
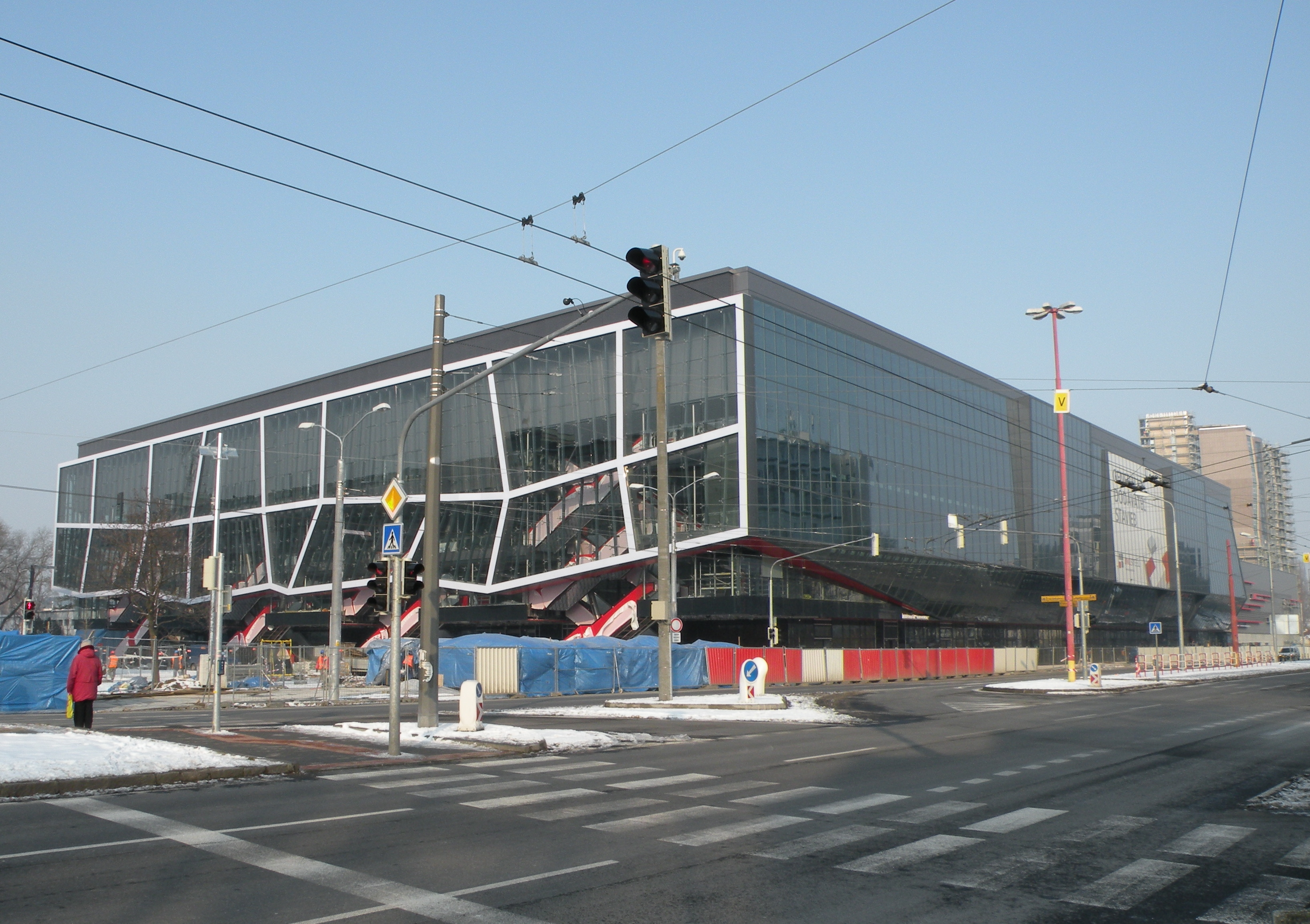
Арена під час реконструкції в 2011 році
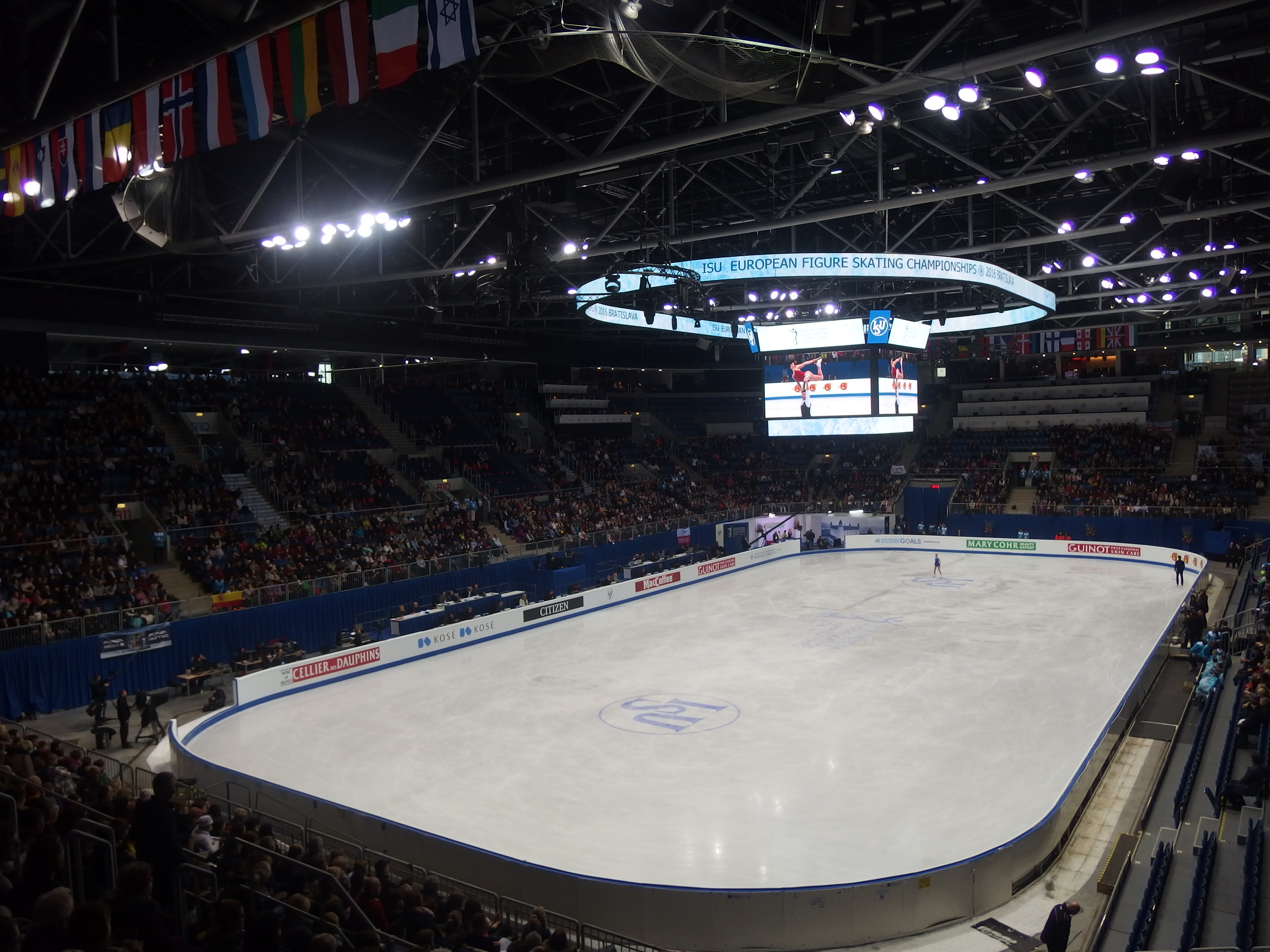
Інтер'єр в 2016 році
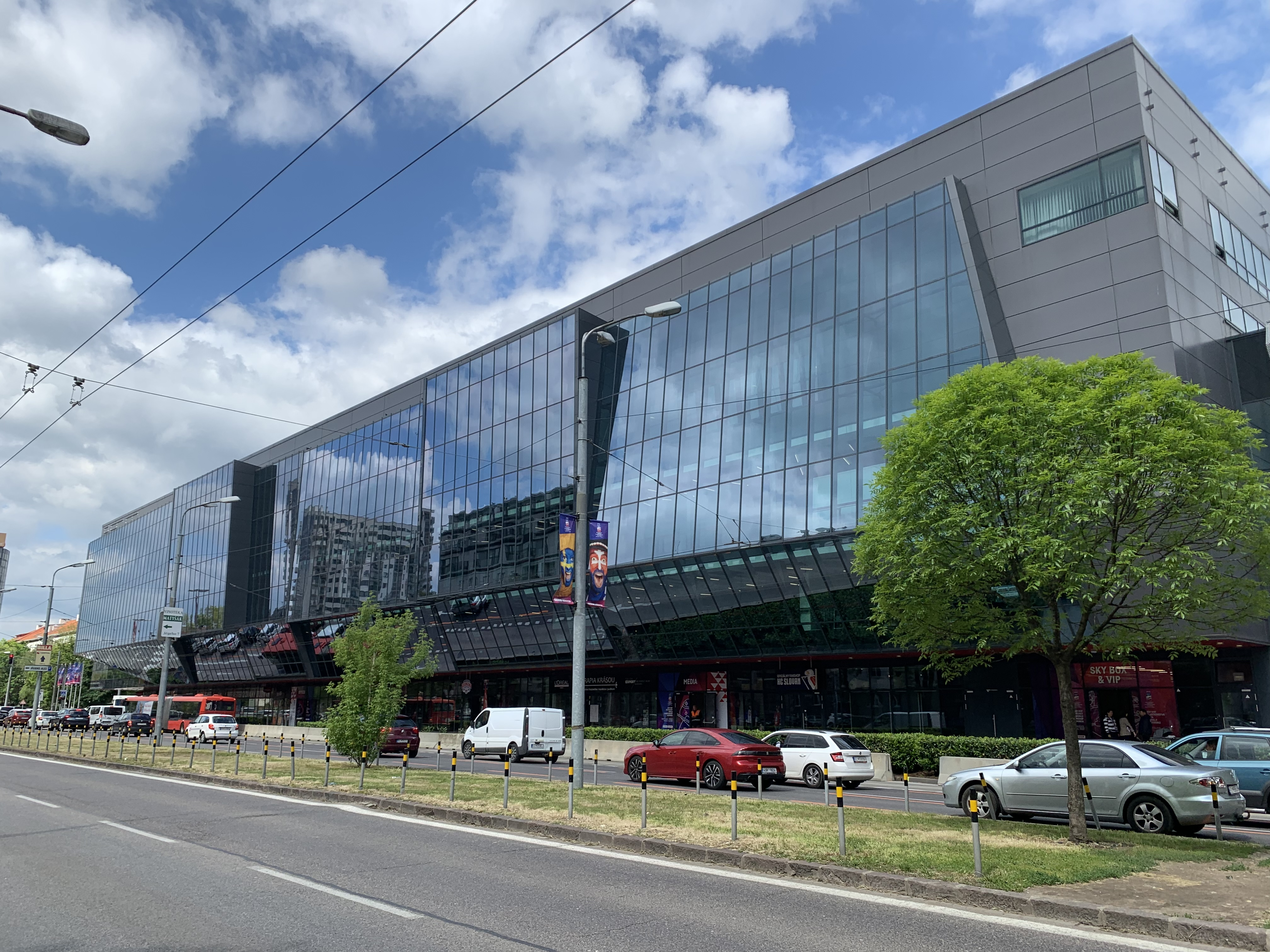
Арена перед чемпіонатом світу 2019